# منشور حقوق بنیادین اتحادیه اروپا
منشور حقوق بنیادین اتحادیه اروپا (انگلیسی: Charter of Fundamental Rights of the European Union) معاهده‌ای است در نظام حقوقی اتحادیه اروپا با نام منشور حقوق شهروندی از جمله حقوق سیاسی، اجتماعی و اقتصادی شهروندان و ساکنان اتحادیه اروپا در قوانین این اتحادیه می‌باشد. پیش‌نویس این منشور توسط کنوانسیون اروپا تهیه و در ۷ دسامبر ۲۰۰۰ توسط پارلمان اروپا، شورای وزیران و کمیسیون اروپا به‌طور رسمی اعلام شد. با این حال، وضعیت حقوقی آن زمان نامشخص بود و تا زمان لازم‌الاجرا شدن پیمان لیسبون در ۱ دسامبر ۲۰۰۹، اثر حقوقی کامل نداشت.
طبق این منشور، اتحادیه اروپا باید مطابق با آن عمل کرده و قانون وضع کند و دادگاه‌های اتحادیه اروپا قوانینی را که توسط مؤسسات اتحادیه اروپا در تضاد با آن تصویب شده است را لغو کنند. منشور هنگام اجرای قوانین اتحادیه اروپا برای نهادهای این اتحادیه و کشورهای عضو آن اعمال می‌شود.

## زمینه
معاهده تأسیس جامعه اقتصادی اروپا (توافقنامه رم) هیچ اشاره‌ای به حقوق اساسی یا حقوق بشر نداشت. معاهده اتحادیه اقتصادی اروپا چند سال پس از آنکه معاهده جامعه دفاعی اروپا و معاهده جامعه سیاسی اروپا لغو شد به رشته تحریر درآمد. معاهده اتحادیه اقتصادی اروپا شامل مقررات حقوقی بود و کریگ و دابورکا ایرلندی به‌دنبال شکستن معاهده‌های جامعه دفاعی استدلال می‌کردند که باید از هرگونه عنصر سیاسی ضمنی اجتناب کرد، هر چند به سرعت این ایده مورد آزمایش قرار گفت. با این حال، این ایده وجود داشت که در پایان معاهده جدید اتحادیه اقتصادی اروپا بعید است پیامدی برای حقوق اساسی نداشته باشد.

### پرونده‌های دادگاه
اندکی پس از لازم الاجرا شدن معاهده اتحادیه اقتصادی اروپا، جامعه خود را به عنوان یک نهاد سیاسی اصلی با پیامدهای سیاستی فراتر از اهداف اقتصادی خود تثبیت کرد. در ۱۹۶۴، دیوان دادگستری اروپا تصمیم خود را در خصوص قانون کوستا و لول صادر کرد که در آن دادگاه تصمیم گرفت که قوانین اتحادیه اروپا باید بر قوانین ملی متضاد اولویت داشته باشد. این بدان معناست که دولت‌های ملی نمی‌توانند با اتخاذ تدابیر داخلی برخلاف آنچه در سطح اروپایی توافق کرده بودند اجرا نکنند، اما به‌طور بالقوه به این معنی بود که قانون‌گذاران اتحادیه اروپا می‌توانند بدون مانع از محدودیت‌های اعمال شده توسط مقررات حقوق اساسی مندرج در قانون اساسی کشورهای عضو، قانون وضع کنند. این موضوع در سال ۱۹۷۰ در پرونده بین‌المللی هندل‌گسل‌شافت هنگامی‌که یک دادگاه آلمانی حکم داد که یک قانون اتحایه اقتصادی اروپا قانون اساسی آلمان را نقض می‌کند، مطرح شد. بر اساس ارجاع دادگاه آلمان، دیوان دادگستری اروپا حکم داد در حالی که اجرای قانون اتحادیه اروپا نمی‌تواند به سازگاری آن با قوانین اساسی ملی بستگی داشته باشد، حقوق اساسی «بخش جدایی ناپذیر اصول کلی حقوق جامعه اروپایی است» و این ناسازگاری را تشکیل می‌دهد. با حقوق بنیادین می‌توان مبنای یک چالش موفقیت‌آمیز را برای قانون اروپایی طراحی کرد.
در حکمی که شرکت بازرگانی بین‌المللی داد، دیوان دادگستری اروپا در واقع دکترینی از حقوق نانوشته ایجاد کرد که نهادهای جامعه را محدود می‌کرد. در حالی که رویه قضایی حقوق بنیادین دادگاه در ۱۹۷۷ توسط مؤسسات تصویب شده بود، در همین زمینه بیانیه‌ای در معاهده ماستریخت درج شد. تنها در ۱۹۹۹ بود که شورای اروپا رسماً شروع به تهیه یک فهرست مدون از حقوق اساسی اتحادیه اروپا کرد.

### اعلامیه
در ۱۹۹۹ شورای اروپا پیشنهاد کرد که برای پیش نویس منشور حقوق اساسی، «هیئتی متشکل از نمایندگان سران کشورها و دولت‌ها و رئیس کمیسیون و همچنین اعضای پارلمان اروپا و پارلمان‌های ملی» تشکیل شود. با تشکیل این هیئت در دسامبر همان سال، «بدنه» خود را کنوانسیون اروپایی نامید.
کنوانسیون این پیش نویس را در ۲ اکتبر ۲۰۰۰ تصویب کرد و در ۷ دسامبر ۲۰۰۰ توسط پارلمان اروپا، شورای وزیران و کمیسیون اروپا به‌طور رسمی اعلام شد. اما در همان زمان تصویب کرد که تصمیم‌گیری در مورد منشور را به تعویق بیندازد. وضعیت حقوقی با وزن سیاسی آن همراه بود که توسط سه نهاد قدرتمند تأیید شده بود و به همین دلیل به‌طور منظم توسط دیوان دادگستری اروپا به عنوان منبع حقوق اساسی ذکر می‌شد.

### نیروی قانونی
منشور اصلاح شده بخشی از قانون اساسی منحل شده اروپا (۲۰۰۴) بود و پس از شکست آن معاهده، جایگزین آن گردید، پیمان لیسبون (۲۰۰۷) نیز به منشور قدرت اجرایی داد، البته با ارجاع دادن به منشور به عنوان یک سند مستقل و نه با ادغام آن در خود معاهده. با این حال، هر دو نسخه مندرج در قانون اساسی و نسخه مورد اشاره در پیمان لیسبون، نسخه‌های اصلاح شده منشور بودند.
با لازم‌الاجرا شدن پیمان لیسبون در ۱ دسامبر ۲۰۰۹، کمیسر دادگستری ویویان ردینگ پیشنهاد کرد که کمیسیونرها باید سوگند یاد کنند تا از تمام معاهدات اتحادیه اروپا و منشور حمایت نمایند. در ۳ مه ۲۰۱۰ کمیسیون اروپا در دیوان دادگستری اروپا در لوکزامبورگ طی یک بیانیه رسمی سوگند یاد کرد و متعهد شد که به معاهدات اتحادیه اروپا احترام بگذارد و در انجام وظایف خود در طول مأموریت‌اش کاملاً مستقل بماند. برای اولین بار، کمیسیونرها همچنین به صراحت متعهد شدند که به منشور جدید حقوق بنیادین احترام بگذارند.

## وضعیت حقوقی

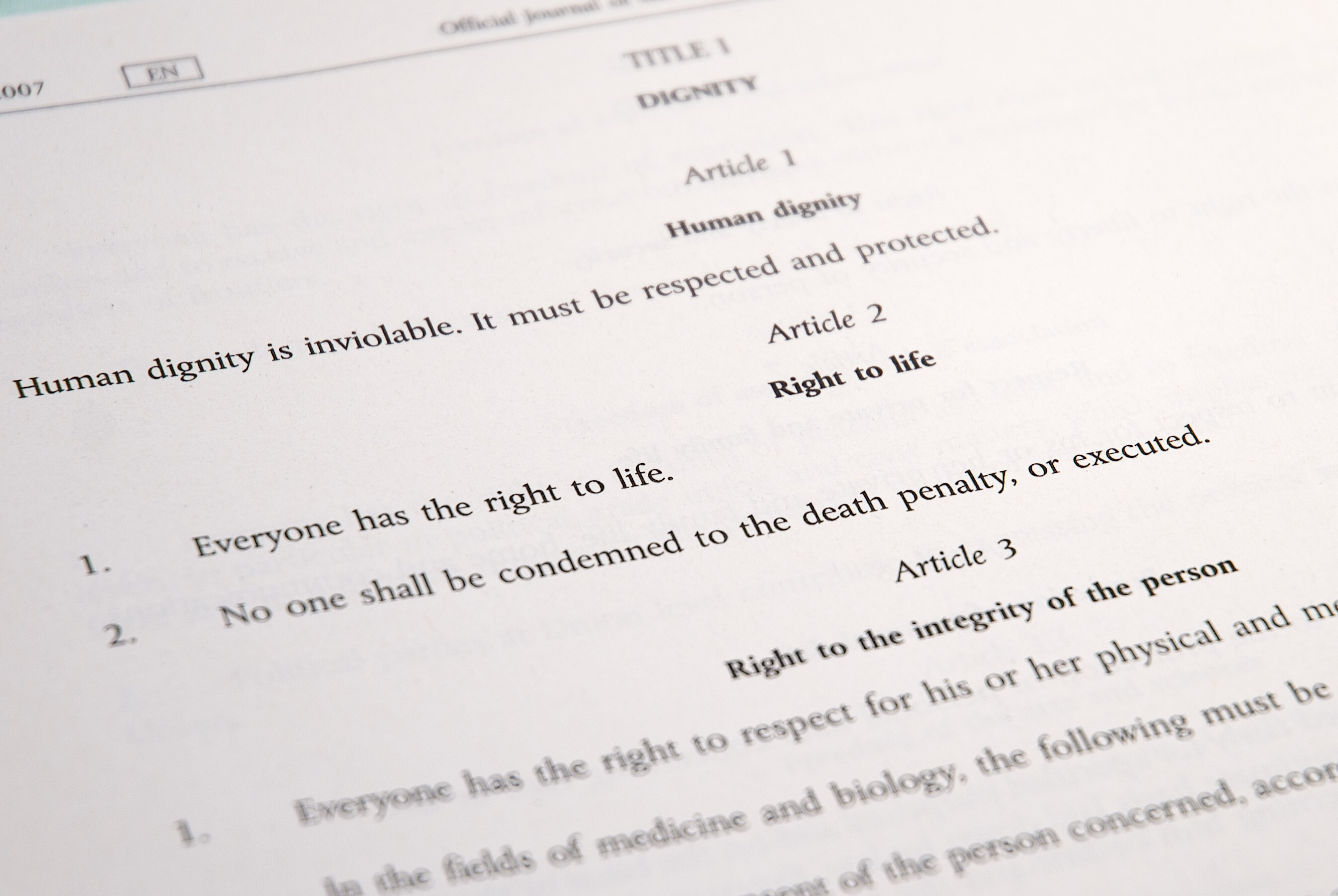
ماده ۲ منشور ممنوعیت مجازات اعدام در اتحادیه اروپا را تأیید می‌کند

پس از لازم الاجرا شدن پیمان لیسبون در ۲۰۰۹، منشور حقوق بنیادین دارای ارزش حقوقی مشابه معاهدات اتحادیه اروپا است. منشور مورد اشاره در معاهده نسخه اصلاح شده سند ۲۰۰۰ است که به‌طور رسمی توسط همان سه نهاد، یک روز قبل از امضای خود پیمان لیسبون اعلام شد.
بند ۱ ماده ۵۱ منشور، منشور را خطاب به موسسات اتحادیه اروپا، نهادهایی که بر اساس قوانین اتحادیه اروپا تأسیس شده‌اند و در هنگام اجرای قوانین اتحادیه اروپا، کشورهای عضو اتحادیه اروپا را مورد خطاب قرار می‌دهد. علاوه بر این، هم ماده ۶ معاهده اصلاح شده اتحادیه اروپا و هم در بند ۲ ماده ۵۱ منشور، خود منشور را از گسترش صلاحیت‌های اتحادیه اروپا محدود می‌کند. نتیجه این امر این است که اتحادیه اروپا نمی‌تواند برای اثبات حقی که در منشور تعیین شده است، قانون وضع کند، مگر اینکه قدرت انجام چنین کاری در معاهدات مشخص شده باشد. علاوه بر این، افراد نمی‌توانند یک کشور عضو را به دلیل عدم رعایت حقوق مندرج در منشور به دادگاه بکشانند مگر اینکه کشور عضو مورد نظر قوانین اتحادیه اروپا را اجرا کند. این آخرین نکته است که بیش از همه مورد بحث قرار گرفته است.
اولین تلاش منشور قرار دادن اصول حقوق بشر در هسته حقوق اتحادیه اروپا نیست. همه کشورهای عضو اتحادیه اروپا، و کشورهای نامزد باید کنوانسیون اروپایی حقوق بشر شورای اروپا را امضا کنند، به طوری که بسیاری از اصول این کنوانسیون، مانند حق دادرسی عادلانه، به عنوان مبنایی برای اروپا در نظر گرفته شد. رویه قضایی دیوان دادگستری اروپا حتی قبل از تکرار رسمی آنها در منشور. در تفسیر حمایت‌های حقوق بشر ارائه شده توسط اصول کلی حقوق اتحادیه اروپا (توضیح داده شده در بخش پرونده‌های دادگاه در بالا)، توسط دیوان دادگستری اروپا قبلاً به این موضوع پرداخته بود که آیا حقوق محافظت شده توسط آن اصول کلی در مورد کشورهای عضو اعمال می‌شود یا خیر. پس از حکم دادگاه جانستون علیه پلیس سلطنتی اولستر مبنی بر اینکه حق رویه عادلانه یکی از اصول کلی حقوق اتحادیه اروپا است، در پرونده کرمزوو علیه اتریش، دیوان دادگستری اروپا باید تصمیم می‌گرفت که آیا یک کشور عضو موظف به اعمال آن است یا خیر. اصل در رابطه با محکومیت نادرست برای قتل. وکلای کرمزوو استدلال کردند که پرونده وی به این دلیل که محکومیت و محکومیت نادرست وی حق او برای حرکت آزاد در اتحادیه اروپا را نقض کرده است، در محدوده قوانین اتحادیه اروپا قرار دارد. دیوان دادگستری اروپا در پاسخ گفت از آنجایی که قوانینی که کرمزوو بر اساس آن محکوم شده است برای تضمین انطباق با قوانین اتحادیه اروپا این قانون وضع نشده است، وضعیت مخمصه پرونده کرمزوو خارج از محدوده قوانین اتحادیه اروپا بوده است.
عبارت در مورد کرمزوو علیه اتریش، که به «زمینه اعمال قانون اتحادیه اروپا» اشاره دارد، با عبارت منشور که به اجرای قوانین اتحادیه اروپا اشاره دارد، متفاوت است. با این حال، یادداشت توضیحی اصلاح شده که در کنار منشور در ۲۰۰۷ صادر شد، عبارت استفاده شده در منشور را به عنوان منعکس کننده سابقه دیوان دادگستری اروپا توصیف می‌کند.
در ۲۰۱۹، دادگاه قانون اساسی فدرال آلمان در قانون «حق فراموش شدن II» تعیین کرد که منشور را به عنوان معیار بررسی برای موضوعات مربوط به قوانین اتحادیه اروپا و اجرای ملی آن در چارچوب قانون اساسی جمهوری فدرال آلمان اعمال می‌کند، با این فرض که منشور به اندازه کافی حمایت مؤثر از حقوق اساسی را در مقایسه با آن ارائه می‌دهد.

آبی:کشورهای عضو قرمر: ایالت‌هایی با امکان انصراف

### پروتکل بریتانیا و لهستان
در مذاکرات منتهی به امضای پیمان لیسبون، لهستان و بریتانیا پروتکلی را برای پیمان مربوط به اعمال منشور حقوق اساسی در کشورهای متبوع خود تضمین کردند.

## بالا بردن وجهه منشور
اتحادیه اروپا تلاش کرده است تا وجهه منشور را نزد شهروندان بالا ببرد تا بیشتر از حقوق خود آگاه شوند. به عنوان مثال، آژانس حقوق اساسی اتحادیه اروپا (آژانس حقوق بنیادین) برنامه‌هایی را برای آی‌اواس و اندروید با متن منشور حقوق بنیادین به تمام زبان‌های اتحادیه اروپا و اطلاعات مرتبط تولید کرده است. همچنین نسخه‌های کوچک منشور را به تمام زبان‌های اتحادیه اروپا به انتشار رسانده است.
در سال ۲۰۱۰، آژانس حقوق بنیادین مناقصه‌ای را برای شاعران برگزار کرد تا منشور را به یک شعر حماسی ۸۰دقیقه‌ای با موسیقی، رقص و عناصر چند رسانه‌ای تبدیل کنند. این نیز برای افزایش آگاهی و ساده‌سازی متن قانونی به زبان قابل فهم تر بود. با این حال، ویوین ردینگ، کمیسر اروپا برای عدالت، آزادی و امنیت، به مدیر آژانس حقوق بنیادین نامه نوشت و این ایده را به دلایل هزینه و منزلت مورد انتقاد قرار داد و به او دستور داد که پروژه را لغو کند.